# Jablonovskij
Jablonovskij (in russo Яблоновский?) è un centro abitato dell'Adighezia, situato nel Tachtamukajskij rajon. La popolazione era di 35.639 abitanti al dicembre 2018. Ci sono 174 strade.